# Soera De Wedijver om Vermeerdering
Soera De Wedijver om Vermeerdering is een soera van de Koran.
De soera is vernoemd naar de wedijver om vermeerdering, die genoemd wordt in de eerste aya. De soera vervolgt met een waarschuwing.